# Процинозух
Процинозух (Procynosuchus) — рід цинодонтів пізнього перму. Рештки виявлено в Карру, Замбії та Німеччини. Вважається одним з найраніших і базальних цинодонтів.
Процинозух був названий Робертом Брумом у 1937 р. Він же в 1931 р. дав йому назву цирбазіодон (Cyrbasiodon), не усвідомлюючи, що це та сама тварина. Пізніше, в 1936 р., Паррингтон дав йому ім'я паратрінаксодон (Parathrinaxodon). Обидві тварини вважаються синонімами процинозуха (це одна і та ж тварина). Згідно З міжнародним кодексом зоологічної номенклатури, цирбазіодон і паратрінаксодон — пріоритетні назви, адже вони були присвоєні раніше. Але, на відміну від процинозуха, чия назва досить часто зустрічається в науковій літературі, ці назви рідко використовувалися після присвоєння. У 2009 р. деякі вчені запропонували присвоїти Procynosuchus статус «збереженої» назви (nomen conservandum), а Cyrbasiodon і Parathrinaxodon — статус «відкинутої» назви (nomena rejecta). У 2010 р. процинозуху було присвоєно статус «збереженої назви». До речі, з верхнього перму Росії був описаний цинодонт Cyrbasiodon vladimiriensis, який в даний час вважається видом роду процинозух.

## Опис

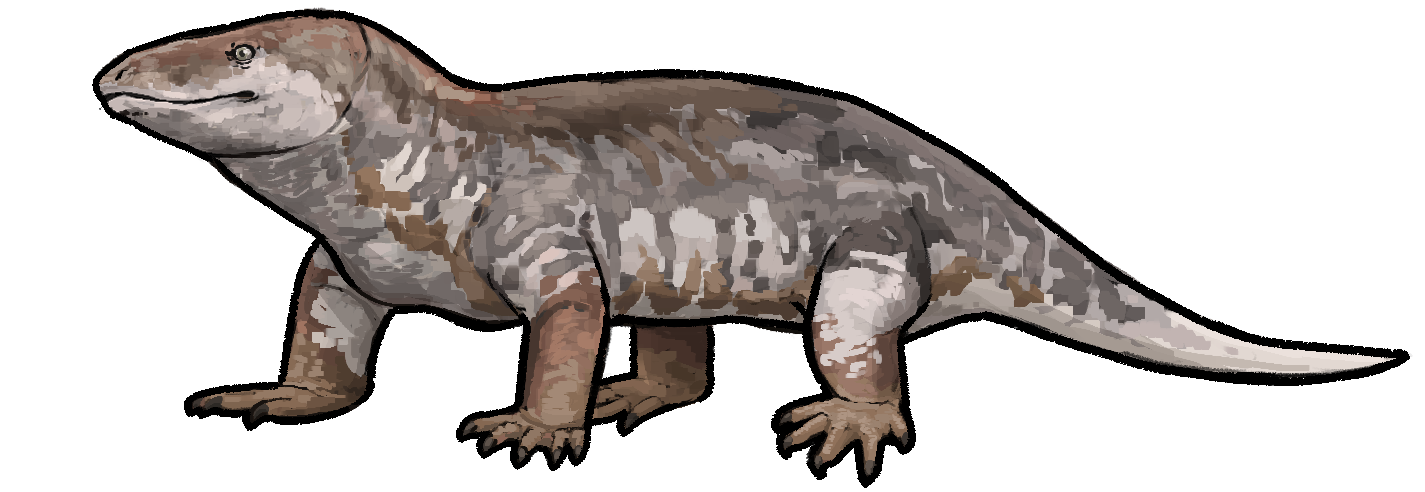
Художня реконструкція P. delaharpeae

Багато рис анатомії припускають водний спосіб життя. Наприклад, широкі зигапофізи хребців передбачають добру бічну рухливість тіла, а це означає, що Procynosuchus міг плавати подібно до вугра. Хвіст процинозуха незвично довгий як для цинодонта. Довгі гемальні арки утворюють широку пласку поверхню, що теж важливо для плаваючої тварини. Відносно плоскі кістки стопи, можливо, також були адаптацією до плавання, ноги могли використовуватися як весла. На стегнах помітні місця кріплення дужих м'язів. Довжина процинозуха становить 60 см.